# 刘中礼
刘中礼（?—?），东汉第一任皇帝光武帝刘秀次女。
建武十五年（39年），父亲汉光武帝刘秀册封她为涅阳公主，汉明帝时为长公主。刘中礼嫁给显亲侯大鸿胪窦固。窦固是窦融的侄子。
子窦彪，官至射声校尉，比窦固先死，无后。